# Narathura arsenius
Narathura arsenius är en fjärilsart som beskrevs av Felder 1865. Narathura arsenius ingår i släktet Narathura och familjen juvelvingar. Inga underarter finns listade i Catalogue of Life.